# Great Lakes Airlines
Great Lakes Airlines (aerolíneas grandes lagos en inglés) fue una aerolínea regional americana con su sede en Cheyenne (Wyoming). La compañía tenía sus mayores operaciones en los aeropuertos de Denver, Phoenix, Albuquerque, Las Vegas y Los Ángeles. Los servicios comenzaron en 1977 y en 1994 tuvo su oferta pública de venta. Usaban 26 naves Beechcraft 1900 y 6 Embraer EMB 120 Brasilia en el momento de su cierre.
La aerolínea cesó sus operaciones el 26 de marzo de 2018.

## Flota

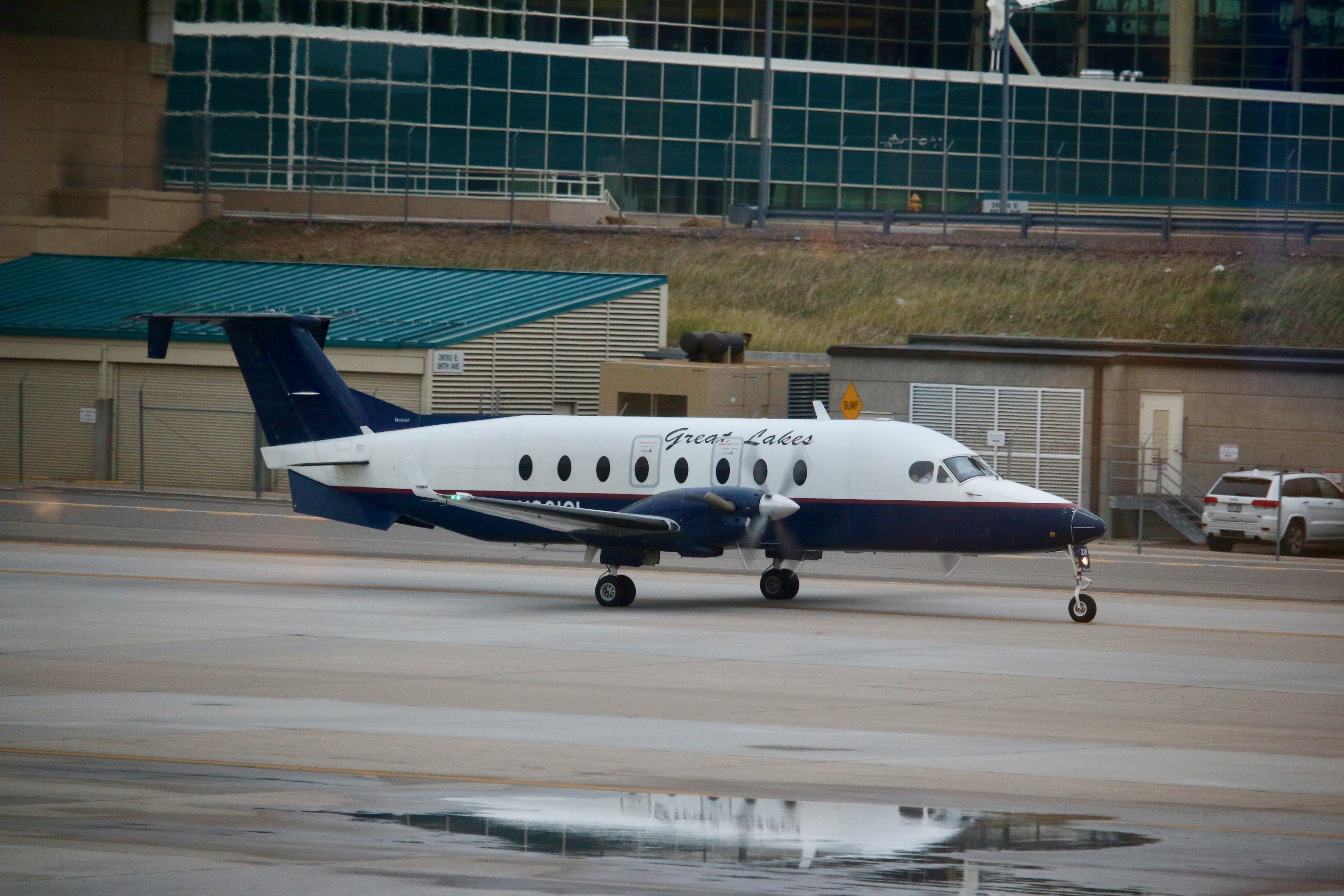
Beechcraft 1900D de Great Lakes Airlines.

En el momento de su cierre, la flota estaba compuesta por las siguientes aeronaves:
La flota de la aerolínea poseía una edad media de 24.2 años.